# Unidad Regionalista de Castilla y León
Unidad Regionalista de Castilla y León (URCL) és un partit polític crear el 1993 en Castella i Lleó que es defineix com «un partit regionalista, democràtic, modern i renovador, que amb la recuperació de la identitat històrica i cultural de la nostra Regió, pretén la seva projecció futura en un horitzó de llibertat, justícia i progrés per a tots els castellanolleonesos.» URCL té la seu en la localitat de Valladolid.
L'actuació de URCL s'inspira en l'acceptació de l'ordre constitucional vigent i en l'exigència, per a Castella i Lleó d'un desenvolupament polític equiparable al d'altres regions espanyoles i en un profund sentit descentralitzador de l'administració autonòmica. La creació d'una consciència regional col·lectiva tindrà com a fi aconseguir que els castellanolleonesos se sentin orgullosos del seu passat, satisfets del seu present i esperançats amb el seu futur, compaginant la història i el progrés, avenços socials i desenvolupament econòmic, tradició i modernitat, dintre del marc de la major llibertat individual que permeti el desenvolupament de quantes iniciatives contribueixin a l'engrandiment de la Regió.
A Castella i Lleó va ser la sisena força més votada a les municipals de 1995 amb un total de 10.004 vots (0,65%) i 98 regidors, també novament la sisena en les de 1999 amb 13.041 vots (0,9%) i 124 regidors i en les de 2003 va passar a ser la vuitena amb 7.452 vots (0,48%) i 55 regidors.
Va sorgir de la unió de diversos partits de Salamanca, Palència, Burgos i Valladolid, com per exemple Democracia Regionalista de Castilla-León o Unidad Palentina. A les primeres municipals i autonòmiques a les que es va presentar foren les de 1995. En 2005 part dels seus càrrecs i militants de la província de Salamanca es van passar a altres partits com el PSOE, PP o UPSa entre d'altres. El comitè de la província de Salamanca es va dissoldre oficialment encara que es reestructurarà després de les eleccions autonòmiques i municipals de 2007.
El partit continua actiu segons fonts del partit principalment a Salamanca, Valladolid, Palència i Àvila. A les eleccions autonòmiques de 2007 només va presentar candidatura en la província de Valladolid. A les municipals, va presentar candidatures en onze municipis de Valladolid, 5 de Salamanca, i 1 en les províncies d'Àvila, Palencia i Segòvia.

## Resultats electorals

### Eleccions autonòmiques
- Autonòmiques de Castella i Lleó de 2007: 888 vots (0,06%);[3]
- Autonòmiques de Castella i Lleó de 2003: 5.387 vots (0,35%);
- Autonòmiques de Castella i Lleó de 1999: 10.985 vots (0,76%);
- Autonòmiques de Castella i Lleó de 1995: 6.308 vots (0,41%).

### Eleccions municipals
- Municipals de 2007: 1.772 vots (0,12%), amb 14 regidors.[4]
- Municipals de 2003: 7.452 vots (0,48%), 55 regidors i les alcaldies de Alcazarén, Aldeamayor de San Martín i Bustillo de Chaves a Valladolid, Villota del Páramo a Palència i Horcajo Medianero, Palaciosrubios i San Pelayo de Guareña a Salamanca. La resta de regidors es reparteixen per les províncies de Salamanca, Valladolid, Palencia i Ávila: Santa Marta de Tormes, Cigales, Guijuelo, Mayorga, Ituero de Azaba, Fuente el Sol, Brahojos de Medina, Villarino de los Aires, Bernuy de Zapardiel, Santibáñez de Béjar… Com a resum de les municipals del 2003, el partit obtingué un regidor a la província d'Ávila, dos a Palència, 41 a Salamanca i 17 a Valladolid.
- Municipals de 1999: 13.041 vots (0,90%) i 124 regidors.
- Municipals de 1995: 10.004 vots (0,65%) i 98 regidors.

### Eleccions alCongrés dels Diputats
- 2004: no presentaren candidatura.
- 2000: 5.537 vots (0,02%).
- 1996: 4.061 vots (0,02%).
- 1993: 2.715 vots (0,01%).